# 武田信虎
武田 信虎（たけだ のぶとら）は、戦国時代の武将、甲斐の守護大名・戦国大名。武田信玄の父。甲斐源氏第18代当主。武田氏15代当主。

## 生涯

### 信虎の出生と生年
明応3年（1494年）もしくは明応7年（1498年）1月6日、甲斐源氏の第17代当主・信縄の嫡男として生まれる。初名は信直（のぶなお）。
生年の「明応3年説」は江戸時代前期に成立した軍記物『甲陽軍鑑』に天正2年に81歳で死去したとする記述から逆算されたもので、江戸後期に編纂された地誌『甲斐国志』では武田氏に関する記述の多くが『甲陽軍鑑』に拠っており、これを追認している。
また、昭和戦前期には廣瀬廣一が武田信虎の菩提寺である甲府市古府中町の大泉寺過去帳・位牌に記される「天正2年3月5日逝去81歳」から逆算して明応3年を生年としている。
「明応3年説」は昭和戦後期に磯貝正義・上野晴朗・笹本正治・小和田哲男らによって支持されてきたが、2006年には秋山敬が『高白斎記（甲陽日記）』や『大井俣神社本紀』に記される明応7年正月6日であった可能性を指摘している。平山優も大正時代に原本は焼失したものの、『甲斐国志』にその引用が残されている古長禅寺所蔵の『武田信虎誕生疏』が『大井俣神社本紀』の記事を裏付けるものであるとしている。
なお、武田信虎の母に関しては古くは『甲斐国志』の記事により信縄正室の崇昌院と考えられてきた（人物部第三）が、一方で信縄側室の岩下氏の出身地である岩下村（現在の山梨県笛吹市春日居町岩下）に武田信虎の誕生屋敷があるとも記されてきた（古跡部第一）。
ところが、廣瀬廣一が信虎の祖父である武田信昌の菩提寺であった永昌院の住持であった菊隠瑞潭の法語集である『菊隠録』の中に岩下氏を信虎の母、岩下越前守を信虎の母の兄とする付箋があることを指摘し、岩下氏生母説が有力となった。
また、平山優は崇昌院生母説の根拠の1つとされてきた高野山十輪院の『武田家過去帳』にある彼女を「甲州武田信虎御母様」と表記に疑問を呈し、「御母様」という表現になっているのは崇昌院が信虎の生母ではなく、側室所生の武田信虎を正室である彼女の子として位置づけたことによるものである、と指摘している。
また、平成20年（2008年）に山梨県笛吹市が実際に誕生屋敷の伝承地を発掘調査をしたところ、16世紀初頭の武家屋敷とみられる遺構の存在が確認されており、少なくても岩下氏の一族がここに屋敷を構えていた事実は確認されている。

### 武田宗家の統一
室町時代の甲斐国では、応永23年（1416年）の上杉禅秀の乱に守護・武田信満が加担して滅亡したことをきっかけに守護不在状態となり、河内地方の穴山氏や郡内地方の小山田氏らの国人勢力や守護代・跡部氏らが台頭し、乱国状態となっていた。寛正6年（1465年）7月には守護・武田信昌が跡部景家を滅亡させると甲斐国内の実権を握り、明応元年（1492年）には信昌の嫡男・信縄が家督を相続した。信昌は山梨郡落合（山梨市落合）において隠居すると、信縄の弟である油川信恵に家督を譲る意志を示し、家中は信昌・信恵派と信縄派に分裂した。信縄・信恵間の抗争は両者に甲斐国人が属したほか対外勢力とも関係し、伊豆国の堀越公方では内紛が発生し、駿河国の今川氏親と、将軍足利義澄の命を受けた伊勢宗瑞（北条早雲）により足利茶々丸が追放されると信縄は茶々丸を支持し、さらに上野国の山内上杉氏とも結んだ。対して信恵は駿河国の今川氏親・伊豆国の伊勢宗瑞と結び対立した。
明応7年（1498年）8月25日に発生した明応地震の影響により信縄・信恵間には和睦が成立し、『王代記』によれば甲斐都留郡の吉田（富士吉田市）に亡命していた足利茶々丸は伊勢宗瑞に引き渡されて切腹した。信縄が家督を継承し、永正2年（1505年）9月16日に信昌が死去し、『菊隠録』によれば永正3年10月17日に生母岩下氏（信縄側室）が、『高白斎記』によれば永正4年2月14日には信縄が続けて死去する。これにより武田信直（信虎）が武田家の家督と甲斐守護職を継承し、再び信恵派との抗争が再開される。
信直の叔父にあたる信恵は弟の岩手縄美・栗原昌種（惣次郎）や都留郡の国衆・小山田弥太郎のほか、河村氏・工藤氏・上条氏らと結び、信直に対抗した。永正4年（1507年）に信縄が没すると、信恵派は挙兵するが、永正5年（1508年）10月4日の勝山城の戦い（笛吹市境川町坊ヶ峰）において信恵方は大敗し、信恵自身のみならず岩手縄美や栗原昌種・河村左衛門尉、信恵子息の弥九郎・清九郎・珍宝丸らが戦死した。これにより武田信直（信虎）による武田宗家の統一が達成される。

### 甲斐国衆との戦い
信恵の滅亡後に、小山田弥太郎は国中侵攻を行い敗死する（坊峰合戦）。都留郡では工藤氏や小山田一門・境小山田氏の小山田平三が伊勢氏（後北条氏）のもとへ亡命する。
永正6年（1509年）秋に武田信虎は都留郡へ侵攻し、翌永正7年（1510年）春には小山田氏を従属させる。『勝山記』によれば、武田信虎は弥太郎の子・小山田信有（越中守信有）に実妹を嫁がせている。また、都留郡へ近い勝沼（甲州市勝沼町）には実弟・勝沼信友を配した。
この頃には甲斐北西部においても戦乱や信濃国諏訪郡の諏訪氏の侵攻が起こり、『高白斎記』によれば、永正6年10月には今井氏（逸見氏）の本拠である江草城が小尾弥十郎により攻略された。また、『一蓮寺過去帳』によれば、同年12月には現在の北杜市須玉町若神子の「テウガ城（丁衙城か）」における合戦で諏訪頼満（碧雲斎）による攻勢により今井信是の弟である平三（武田平三）とその侍者である源三（谷戸源三）が戦死したという。
『勝山記』によれば、永正10年（1513年）5月27日には甲斐国河内領の穴山氏当主・穴山信懸が子息の清五郎により殺害される事件が発生する。『菊隠録』によれば信懸の息女は信虎の本拠である川田館（甲府市川田町）近くに居住しており、信虎と友好な関係を築く一方で、今川氏親や伊勢宗瑞とも関係の深い両属の立場にあり、信懸の暗殺の背景には穴山氏家中における帰属を巡る対立があったとも考えられている。穴山氏当主となった信綱（信風）は今川氏に帰属し、永正12年（1515年）には今川氏は甲斐へ侵攻する。
『勝山記』・『一蓮寺過去帳』・『宗長手記』によれば、さらに西郡の国衆である大井信達・信業親子も今川方に帰属し、同年10月17日に武田信虎は小山田信有とともに大井氏の本拠である富田城（南アルプス市戸田）を攻めるが敗退し、小山田大和守・飯富道悦・飯富源四郎らが戦死した。この合戦の際にも今川氏が介入する姿勢を示し、甲駿国境を封鎖している。『王代記』・『高白斎記』によれば、永正13年（1516年）9月28日に今川勢は甲斐侵攻を行い、武田信虎は本拠の川田館に近い万力において敗退し、今川勢は中道往還沿いの勝山城（甲府市上曽根町）を占拠すると、各地を放火した。
『勝山記』によれば、都留郡においても同年12月に吉田山城（富士吉田市）を拠点とした今川勢と郡内衆が戦い、永正14年（1517年）1月12日に吉田山城が陥落すると、郡内衆と今川氏の間で和睦が成立した。この頃、今川氏は遠江国において大河内貞綱・斯波義達が引間城攻めを行っていたため今川氏親は武田信虎との和睦に転じ、『勝山記』『宗長手記』『宇津山記』によれば、武田・今川間は連歌師の宗長が仲介し3月2日に和睦が成立し、今川氏は甲斐から退去した。なお、永正15年は小山田氏と今川氏の間でも和睦が成立している。
1520年（永正17年）に武田信虎は大井氏とも和睦し、信達の娘（大井夫人）を正室に迎える。

### 甲府開設と甲斐統一
甲斐国の守護所は信昌・信縄期には石和館（甲府市川田町・笛吹市石和町）に置かれていたが、『王代記』によれば、武田信虎は永正15年（1518年）に守護所を相川扇状地の甲府（甲府市古府中町）へ移転する。『高白斎記』によれば、武田信虎は永正16年（1519年）8月15日から甲府に居館である躑躅ヶ崎館の建設に着手し、城下町（武田城下町）を整備し、有力国衆ら家臣を集住させた。

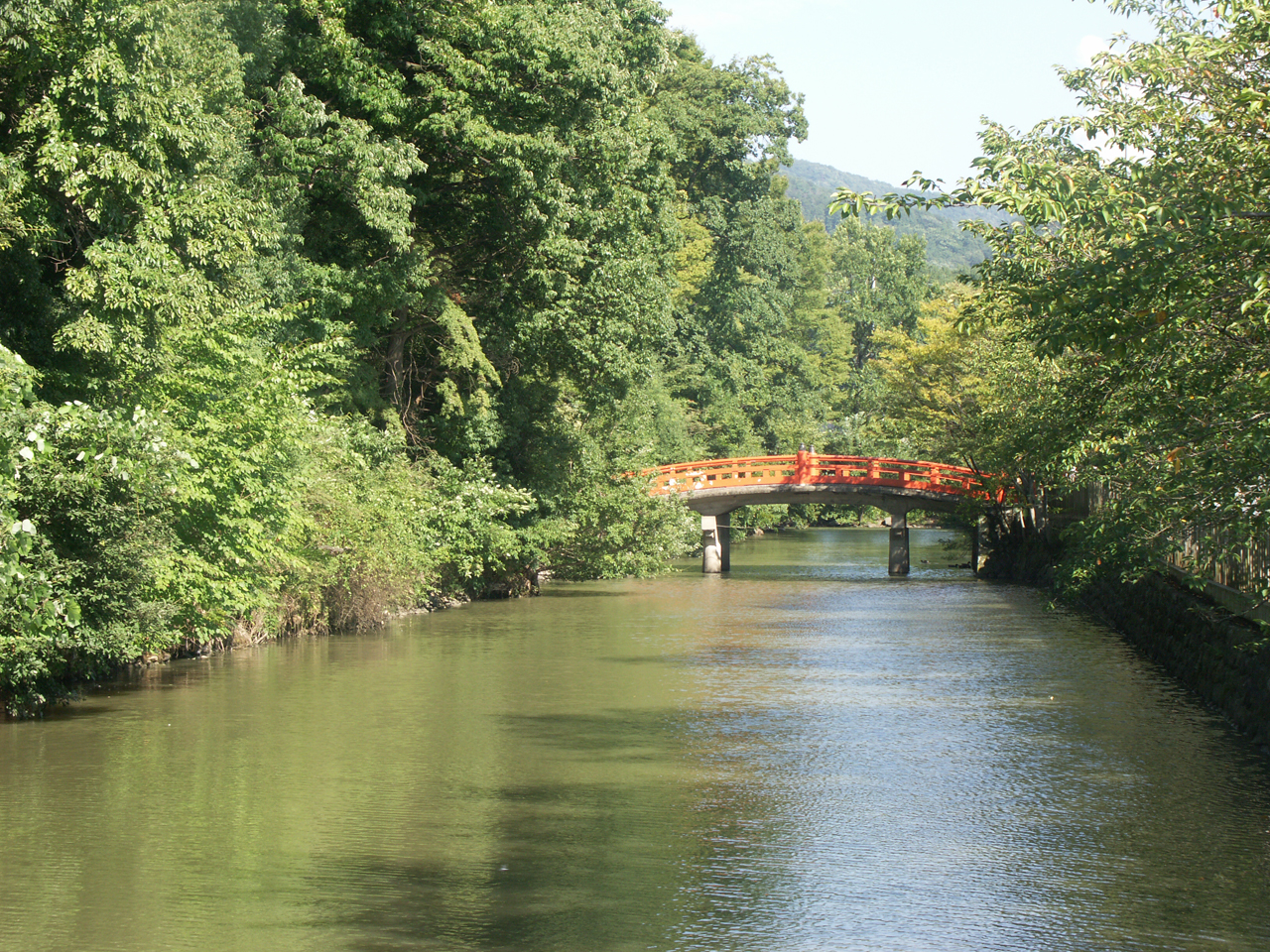
武田神社（躑躅ヶ崎館跡）の水堀

『高白斎記』によれば、詰城として躑躅ヶ崎館東北の丸山に要害山城（甲府市上積翠寺町）を築城した。

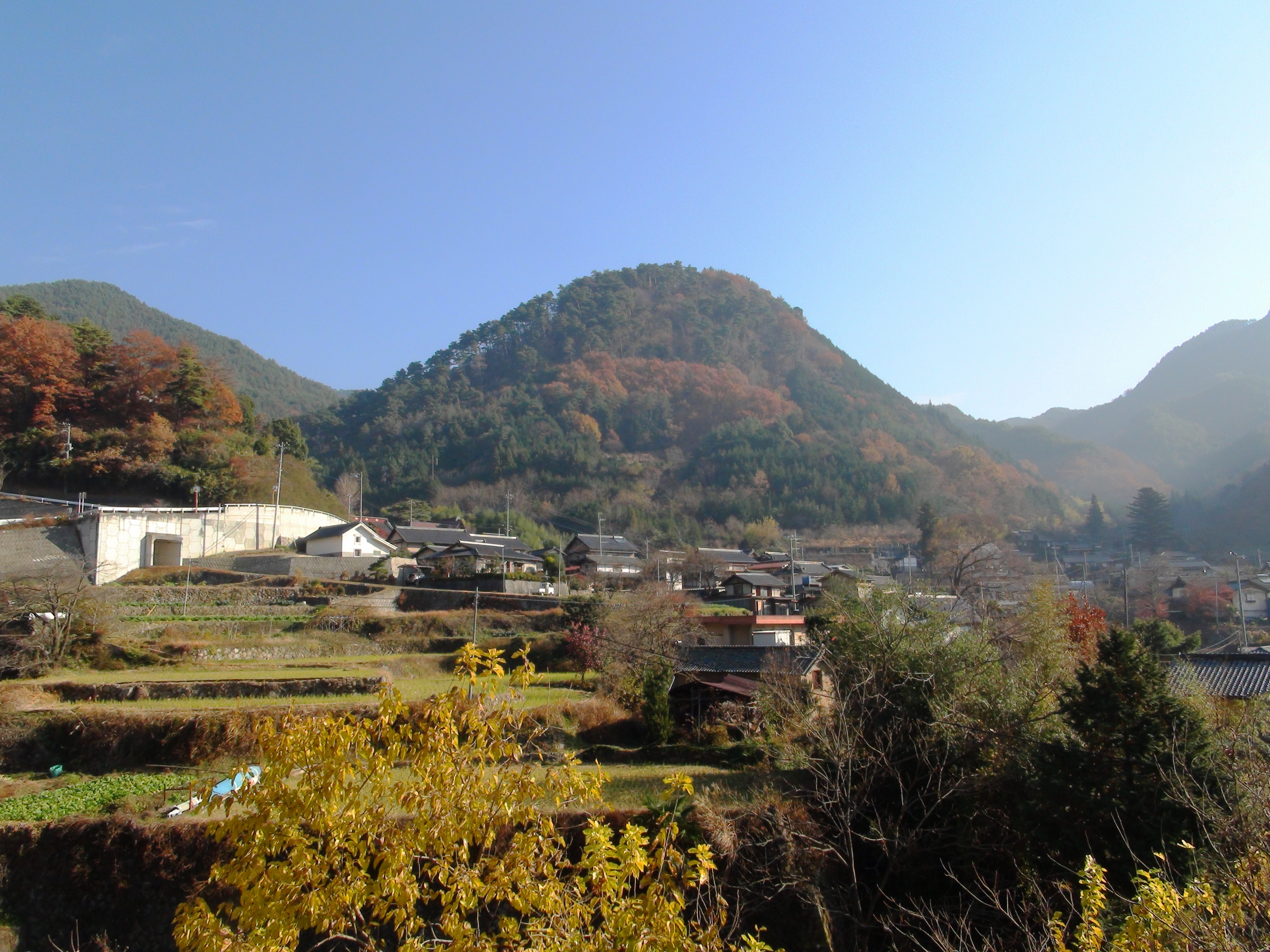
要害山城遠景

永正16年4月には今井信是が武田信虎に降伏し、甲府移転は信是の降伏を契機にしていると考えられている。
『勝山記』『高白斎記』によれば、有力国衆は甲府への集住に抵抗し、永正17年（1520年）5月には「栗原殿」（栗原信重か）・今井信是・大井信達らが甲府を退去する事件が発生した。その後、武田信虎は6月8日に都塚（笛吹市一宮町本都塚・北都塚）において栗原勢を撃破し、さらに6月10日には今諏訪（南アルプス市今諏訪）において今井・大井勢を撃破している。
『高白斎記』『王代記』『塩山向嶽庵小年代記』によれば、永正18年/大永元年（1521年）2月27日に今川氏配下の土方城主・福島正成を主体とする今川勢が富士川沿いに河内地方へ侵攻した（福島乱入事件）。同年8月頃には今川・武田両軍の間で合戦が発生しており、この間に空白期間があることから、穴山氏当主・信風が今川方に服属していたと考えられている。

『勝山記』によれば、同年8月下旬に武田信虎は河内へ出兵すると、今川方の富士氏を撃破している。これにより穴山氏は武田家に降伏し、武田信虎は駿河にいた「武田八郎」（信風の子・信友か）の甲斐帰国を許している。9月には今川勢が攻勢を強め、9月16日には大井氏の居城である富田城（南アルプス市戸田）を陥落させた。武田信虎は要害山城へ退き、10月16日に飯田河原の戦い（甲府市飯田町）で今川勢を撃退し、勝山城（甲府市上曽根）に退かせる。さらに11月23日に上条河原の戦い（甲斐市島上条一帯）で福嶋氏を打ち取り、今川勢を駿河へ駆逐した。

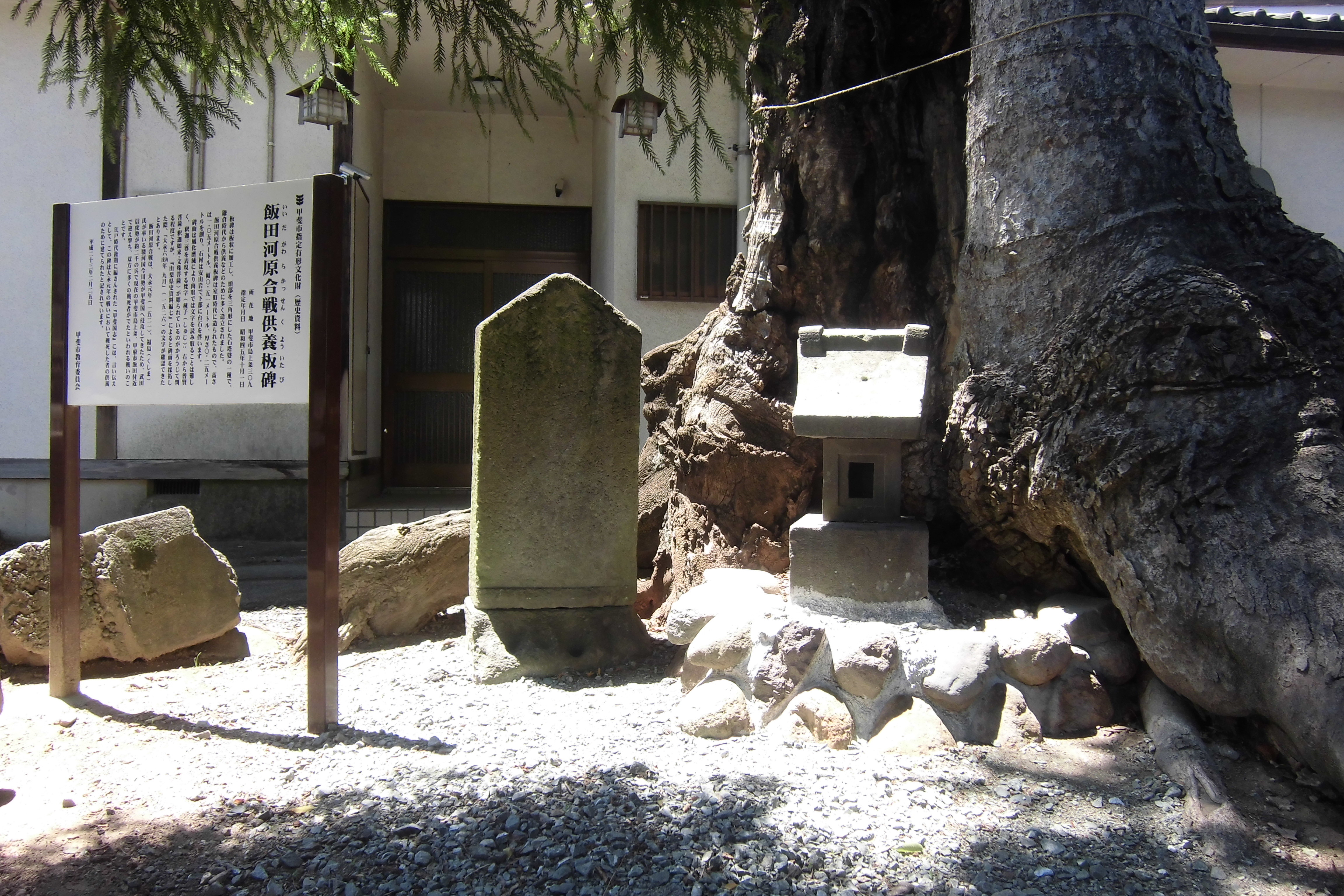
甲斐市島上条に鎮座する八幡神社境内の飯田河原合戦供養板碑

この最中に、要害山城では嫡男・晴信が産まれている。武田信虎は穴山氏も服属させるが、福嶋勢は翌年正月の武田・今川間の和睦まで甲斐国内で抵抗を続けた。
大永元年には信虎自身の左京大夫への補任と叙爵を室町幕府に対し申請し、『後柏原天皇宸記』『歴名土代』によれば、同年4月に政所執事の伊勢貞忠が伝奏の広橋守光とともにこれを奏し、信虎は従五位下に叙せられる。武田家では信重・信守・信昌三代が「刑部大輔」の官途名を名乗っていたが、武田信虎は自身の官途を改める意志を持っていたことが指摘される。また、嫡男の晴信の幼名も歴代の「五郎」に対して「太郎」を用いている。
今川勢を撃退した大永2年（1522年）に武田信虎は家臣とともに身延山久遠寺へ参詣し「御授法」を受けている。また、『勝山記』によれば、信虎は身延山参詣の後に富士山への登山を行っている。信虎は富士山頂を一周する「御鉢廻り（八葉、八嶺）」を行っている。「お鉢廻り」は富士山頂の高所を八枚の蓮弁に見立て「八葉」と称し、後には富士山頂の八葉を廻る御鉢参りの習俗が成立する。信虎の富士登山は御鉢参りの習俗が戦国期に遡る事例として注目されている。
信虎の身延山参詣と富士登山については、甲斐一国の平定を成し遂げ駿河今川氏、相模後北条氏との緊張関係が続いている情勢から、自身の地位を確立するための宗教的示威行為であると考えられている。また、大永2年には前年に信虎が甲府における菩提寺として建立した大泉寺に国内の僧侶を集めて夏安居を開催したのも、その一環とされる。

### 両上杉氏との同盟と対外勢力との戦い
大永年間には対外勢力との抗争が本格化する。武田信虎は両上杉と同盟し伊勢氏（後北条氏）と敵対する信縄期の外交路線を継承し、大永4年（1524年）2月には両上杉氏支援のため都留郡猿橋（大月市猿橋町猿橋）に軍勢を集め、相模国奥三保（神奈川県相模原市）へ侵攻する。同年3月にも武蔵国秩父へ出兵し、関東管領の上杉憲房と対面している。なお、憲房は3月25日に死去し、家督相続を巡り混乱が生じている。『高白斎記』によれば同年7月20日には北条方の武蔵岩付城（埼玉県さいたま市岩槻区太田）・太田資高を攻める。
信虎は遠征から帰国すると翌大永5年（1525年）にかけて北条氏綱と和睦する。まもなく氏綱は越後国の長尾為景と連携して上野侵攻を企図し信虎に領内通過を要請するが、信虎は山内上杉氏に配慮してこれを拒絶し、和睦は破綻する。『勝山記』によれば、信虎は山内上杉氏の家督を預かった上杉憲寛とともに相模津久井城（相模原市緑区）を攻撃している。『勝山記』『神使御頭之日記』によれば、同年4月1日には諏訪頼満に追われた諏訪大社下社の金刺氏と推定されている「諏訪殿」が甲府へ亡命し、信虎はこの「諏訪殿」を庇護して諏訪へ出兵し、8月晦日に諏訪勢と甲信国境で衝突するが、武田方は荻原備中守が戦死し大敗した。
大永6年（1526年）には梨の木平で北条氏綱勢を破っているが、以後も北条方との争いは一進一退を繰り返した。『勝山記』によれば、大永6年には信虎上洛の風聞が流れたが、これは実現していない。翌大永7年（1527年）2月には将軍足利義晴と細川高国が京都を脱出して近江国へ逃れる事件が発生し、信虎は京へ使者を派遣している。将軍義晴は諸国の大名・国衆に上洛を促しており、信虎に対しても4月27日付の御内書で上洛を要請し、6月19日付の御内書では上杉憲寛・諏訪頼満・木曽義元に対して信虎上洛への助力を命じている。
同年6月3日には信濃佐久郡の伴野貞慶の要請により信濃へ出兵する。『勝山記』によれば信虎の出兵に対して佐久郡の国衆・大井氏らは和睦を受け入れたという。7月には駿河国で今川氏親が死去し氏輝が家督を相続すると、今川氏と一時的に和睦する。
享禄元年（1528年）に信濃諏訪攻めを行うが、神戸・堺川合戦（諏訪郡富士見町）で諏訪頼満・頼隆に敗退する。『勝山記』によれば、信虎は享禄3年（1530年）には扇谷上杉氏の当主・上杉朝興の斡旋で山内上杉氏の前関東管領・上杉憲房の後室を側室に迎えた。憲房の後室は朝興の叔母にあたり、これは扇谷上杉氏との関係を強化する縁組であると考えられている。年次は不明であるが、信虎は両上杉氏と関係の深い下総国の小弓公方・足利義明とも外交関係を持っている。
こうした信虎と両上杉氏との関係強化は、相模国の後北条氏（伊勢氏が大永3年（1523年）に北条改姓）との対立が激化し、上杉朝興が後北条領の江戸へ侵攻すると、信虎は小山田氏の関東派遣を企図するが、小山田勢は甲相国境の都留郡八坪坂（上野原市大野）で北条勢に敗退し、扇谷上杉氏との連携に失敗する。
一方で、武田家中では上杉憲房の娘を武田家に迎えることに対する反発が起こり、享禄4年（1531年）正月21日には栗原兵庫・今井信元・飯富虎昌らが甲府を退去して御岳（甲府市御岳町）において信虎に抵抗し、韮崎（韮崎市）へ侵攻した信濃諏訪郡の諏訪頼満と同調する。さらに西郡の大井信業も国人勢に呼応するが、信虎は2月2日の合戦で大井信業・今井備州らを滅ぼし、4月12日には河原部合戦（韮崎市）において栗原兵庫ら国人連合を撃破した。さらに天文元年（1532年）9月には今井信元に対して攻勢を強め、本拠である獅子吼城（浦城、北杜市須玉町）を明け渡させた。
『勝山記』によれば、享禄元年（1528年）には甲斐一国内を対象とした徳政令を発している。この徳政令は発令時期が不明だが、東国の戦国大名が発令した初めての事例である他、土一揆の勃発以前に発令されている点からも注目されており、『勝山記』では同年夏からの自然災害の頻発が記録されていることから収穫期の秋に発令されたものであると考えられている。『勝山記』によれば、享禄2年（1529年）には小山田氏との関係が悪化し、信虎が郡内への路地封鎖を行う事件が発生する。このときは小山田信有の生母が遠江国に姉のもとを訪ねて周旋し、路地封鎖は解除された。
天文2年（1533年）には嫡男・晴信の正室に上杉朝興の娘を迎え、天文3年（1534年）11月に輿入れした。これにより武田氏と扇谷上杉氏は一時的に重縁関係となるが、朝興の娘が死去したため、これは解消された。
天文4年（1535年）には今川攻めを行い、甲駿国境の万沢（南巨摩郡南部町万沢）で合戦が行われると、今川と姻戚関係のある後北条氏が籠坂峠を越え山中（南都留郡山中湖村）へ侵攻され、小山田氏や勝沼氏が敗北している。同年には諏訪氏と和睦する。

### 諏訪・今川氏との和睦
信虎は天文4年（1535年）9月17日、諏訪頼満と甲信濃国境の堺川で対面し、諏訪大社上社の宝鈴を鳴らして和睦し、同盟関係が成立した。
天文5年（1536年）、『歴代土代』によれば、正月の除目（じもく）で、嫡男の太郎は従五位下・左京大夫に叙せられている。三条西実隆『実隆公記』では欠損部があるものの、信虎が従四位に叙せられたことを記していると考えられている。「高代寺日記」『後鑑』によれば、同年3月には嫡男の太郎が元服し、信虎は将軍義晴に対して偏諱を求め、太郎は「晴」の一字を拝領して「晴信」と名乗る。なお、晴信は天文10年（1541年）の信虎追放後に官途名を「大膳大夫」に改めている。
同年3月17日には、駿河国で同年4月10日に当主・今川氏輝と弟の彦五郎が同日に死去し、氏輝の弟である善徳寺承芳（後の今川義元）と玄広恵探の間で家督を巡る花倉の乱が発生する。信虎は北条氏綱とともに善徳寺承芳を支援し、同年6月14日に玄広恵探が自害することで善徳寺承芳が勝利する。新たに当主となった義元と信虎の間では同盟関係が結ばれており、信虎は早い段階から義元自身や後見人の寿桂尼らと接触していたと考えられている。『勝山記』によれば天文6年2月10日には信虎長女・定恵院が義元正室となり、婚姻関係が結ばれた。嫡男晴信の正室・上杉朝興の娘は天文4年に死去しており、これ以降に信虎は義元の斡旋により、晴信正室に公家の三条公頼の娘（三条夫人）を迎えている。正確な時期は不明であるが、『甲陽軍鑑』では天文5年の晴信元服の直後であるとしている。
『勝山記』によれば、甲駿同盟に際して武田家中でも反発が起こり、同年6月に甲斐国内に亡命していた反義元派を支援した前嶋一門を切腹させており、これに対して反発する奉行衆が甲斐を退去する事件も発生している。また、今川氏の同盟国であった後北条氏も甲駿同盟に反発し、北条・今川間で抗争が発生する（第一次河東の乱）。第一次河東の乱では、甲駿同盟は軍事同盟として機能し、信虎は駿東郡へ兵を派遣し今川氏を支援している。一方の後北条氏は天文7年に甲斐都留郡へ侵攻し吉田を襲撃しているが、天文8年（1539年）に北条氏綱は武田氏と和睦し、乱は収束する。
信虎は両上杉氏と同盟関係を持っていたが、天文6年（1537年）に扇谷上杉朝定が家督を継いだ頃には扇谷上杉氏はすでに本拠地の川越を失い没落していた。天文7年（1538年）10月には信虎と外交関係を持っていた小弓公方の足利義明が滅亡。これで関東における信虎の同盟者は山内上杉氏のみとなった。
天文5年（1536年）11月に信虎は信濃佐久郡に出陣しており、これが嫡男晴信の初陣となる。天文9年（1540年）には今井信元を浦城（旧北巨摩郡須玉町）で降伏させる（『勝山記』）。『塩山向嶽庵小年代記』によれば、同年4月に諏訪頼重と同調して信濃佐久郡へ出兵し、初めて甲斐国外における所領を獲得する。同年11月には諏訪頼重に信虎の娘・禰々が嫁ぎ、諏訪氏との同盟関係が強化される。『神使御頭之日記』によれば、12月9日には頼重が甲府を訪れ、12月17日には信虎自身が諏訪を訪問している。
天文8年（1539年）11月には幕府内談衆の大舘晴光が信虎に使者を派遣しており、将軍義晴に近い大舘氏と交流があったことが確認される。『証如上人日記』によれば、天文9年（1540年）から本願寺証如と信虎との交流が記録されている。
信濃では諏訪氏のほか村上義清とも結び、『高白斎記』によれば、天文10年（1541年）5月25日には武田・村上・諏訪三氏と共同で信濃佐久郡への遠征を行っている。この遠征に信虎は晴信とともに出陣し、小県郡（長野県東御市）で起きた海野平の戦いで駆逐された海野棟綱が上野へ亡命して関東管領・上杉憲政を頼ると、憲政は佐久郡へ出兵した。信虎は同盟国である山内上杉氏と衝突することを避け撤兵し、6月4日に晴信とともに甲斐へ帰国する。帰国した信虎は6月14日に今川義元訪問のため駿州往還を駿河へ向かうが、この最中に晴信が甲駿国境に足軽を派遣して路地を封鎖し、信虎を国外追放する事件が発生する。

### 信虎の甲斐追放
天文10年（1541年）6月14日、信虎が信濃国から凱旋し、娘婿の今川義元と会うために河内路を駿河国に赴いたところ、晴信は甲駿国境を封鎖して信虎を強制隠居させる（『勝山記』『高白斎記』）。板垣信方・甘利虎泰ら譜代家臣の支持を受けた晴信一派によって河内路を遮られ駿河に追放され、晴信は武田家家督と守護職を相続する。
信虎は今川義元の元に寓居することになり、正室・大井夫人は甲斐国に残留しているが、信虎側室は駿河国へ赴いており、同地において子をもうけている。
信虎追放については同時代の記録資料のほか『甲陽軍鑑』にも見られるが、「堀江家所蔵文書」年未詳9月23日付の今川義元書状では、義元は晴信に対して、信虎の隠居料を催促している。晴信と義元により隠居料など諸問題を含めた協定がおこなわれていたと考えられている。信虎の駿河時代の給分は武田家からの隠居料のほか今川家からの支出もあり、給地も存在していた。小和田哲男はこの義元書状を天文11年（1542年）に比定し、文中に見られる「天道」の語句から、信虎追放は「天道思想」に裏付けられた行為であるとした。一方で、平山優は「天道」の語句は晴信が信虎女中衆を駿河へ派遣する時期を易筮（えきぜい）により占い、「天道」はこの易筮の結果を指すものとして、これを否定している。
事件の背景には諸説ある。信虎が嫡男の晴信を疎んじて次男の信繁を偏愛し、ついには廃嫡を考えるようになったためという親子不和説や、晴信と重臣、あるいは『甲陽軍鑑』に拠る今川義元との共謀説などがある。さらには信虎の可愛がっていた猿を家臣に殺されて、その家臣を手打ちにしたためというものまで伝わっている。いずれにせよ、晴信や家臣団との関係が悪化していたことが原因であると推察される。また、『勝山記』などによれば、信虎の治世は度重なる外征の軍資金確保のために農民や国人衆に重い負担を課し、怨嗟の声は甲斐国内に渦巻いており、信虎の追放は領民からも歓迎されたという。
近年、平山優は『勝山記』などに記載された米や小麦の価格の変動から、経済的な疲弊が追放の要因の一つであった可能性を指摘している。今川氏による路次封鎖と前年の凶作が重なった永正13年（1519年）に過去にない物価高騰が見られ、また享禄2年（1529年）にも小山田氏との対立に端を発する路次封鎖によって物価高騰がみられる。平山によれば、周辺諸国と激しく対立して四囲が敵であった時期もあった信虎期には路次封鎖や凶作がたちまち物価高騰や飢饉を招いたとする。そして、天文9年（1540年）に東海・甲信地方を襲った台風と推測される大規模風雨を原因とする凶作に伴って翌10年は当該地域は大飢饉に陥っている（天文の飢饉）。こうした状況に国内の信虎への反発が高まり、これに危機感を抱いた晴信とその周辺が信虎を追放したとする。『勝山記』などによる領民の歓迎は、晴信が「代替わり徳政」を実施したことも理由であるとしている。
また、信虎の悪行伝説はやはり荒唐無稽でそのままでは信じられない面があることが指摘される。更に、『勝山記』なども近い時代の史料ではあるが、年代記であり後に改変や挿入の可能性も指摘される。信虎の悪行を具体的に記した一次史料は殆ど無く、在地の信虎の伝承や記録には信虎を悪くいう内容はない、とする意見もある。信虎の悪行は『甲陽軍鑑』に萌芽が見られ、『甲陽軍鑑末書』や『竜虎豹三品』の「竜韜品」、『武田三代軍記』といった甲州流軍学の書物の中で次第に作り上げられていった。信虎に悪役のイメージを付加したのは、信虎追放を正当化するために武田氏や軍学者たちが印象操作を行ったとも考えられている。

### 追放後の活動
天文12年（1543年）6月には上洛し「京都南方」を遊覧している。晴信は今川氏、後北条氏と甲相駿三国同盟を形成すると信濃侵攻を本格化させ越後国の上杉謙信との川中島の戦いを展開しているが安定した領国支配を行っており、この頃に信虎は出家して「無人斎道有」を名乗っていることからも信虎は甲斐国主への復権を諦め隠居を受けいれていたと考えられている。また、今川家中では義元の「御舅殿」として遇されて今川一門よりも上位に置かれていた。
天文12年の上方遊歴においては京都から高野山・奈良を遊歴し、国主時代から交流のあった本願寺証如も使者を派遣して挨拶している。さらに信虎は武田家と師檀関係にあった高野山引導院を参詣し（なお、晴信は実弟・信繁を介して謝礼を行っている）、さらに奈良へ赴き同年8月9日には多聞院英俊が信虎の奈良遊歴を記している。信虎は奈良を遊歴すると同月15日には駿河国へ戻っている。天文19年（1550年）には今川義元の室になっている娘が死去している。
その後は上方における消息もみられず駿河国で過ごしていたと考えられていたが、息子である信友に「家督」を譲った後の弘治3年（1558年）以降は生活の拠点を京都に移し、幕府に在京奉公するようになる。
今川家では永禄3年（1560年）5月の桶狭間の戦いにおける当主義元が討死すると氏真へ当主交代する。武田家では、翌永禄4年の第四次川中島の戦い以降、北信を巡る越後上杉氏との抗争が収束し、永禄7年（1567年）には義元娘を正室とする晴信嫡男・義信が廃嫡される義信事件が発生し、これらの情勢の変化を背景に甲駿関係は悪化し、甲駿同盟は手切となり永禄11年（1568年）には武田氏による駿河今川領国への侵攻が開始される（駿河侵攻）。
『甲陽軍鑑』や『武田源氏一統系図』において信虎の再上洛は桶狭間以降としているが、公家の山科言継は義元生前の永禄元年（1558年）から例年にわたり信虎への年始挨拶などを行っており、信虎は京に邸をもち継続的に在京奉公を行っていたと考えられている。信虎は在京前守護として将軍・足利義輝に仕候し、言継は永禄2年（1559年）において信虎の身分を「外様」・「大名」と記しており、儀礼的には高い席次であった。また信虎は上洛していた同じ甲斐源氏の一族でもある八戸信長ら諸大名と交流を持ち、飛鳥井雅教や万里小路惟房ら公家との文化的交流もあり、永禄3年（1560年）には菊亭晴季に娘を嫁がせている。この永禄3年から永禄5年（1562年）末まで信虎は駿府に在住もしくは京都と駿府を往復していた可能性が高い。その理由としては、永禄3年6月の桶狭間の戦いにおいて今川義元が戦死したとの報が飛び込んできたため、息子である信友や外孫である今川氏真の身を案じた行動と考えられる。
永禄7年（1564年）から永禄10年（1567年）、信虎は志摩国英虞郡の地頭の一人である甲賀氏のもとに身を寄せていた。この間、九鬼氏が志摩を追われ織田氏の配下となっているが、信虎は少なからずこの事件と何らかの関わりをもったものと考えられる。このことが、後の近江国甲賀郡派遣と関連があるのかは定かではない。
永禄8年（1565年）には将軍・義輝が三好三人衆に討たれる永禄の変が発生する。『言継卿記』においては信虎の動向が記されず不明で、一時的に駿河国に戻っていた可能性も考えられている（丸島）。永禄10年（1567年）には在京であることが確認され、その後も在京活動を続けている。
なお、『甲陽軍鑑』や『松平記』では信虎が信玄に氏真の排除を勧め、これを知った氏真によって追放されたとするが、実際には信虎が京都に移住した理由は信友への家督相続に伴う隠居であり、またその後も信虎が反今川氏的な行動を見せたとする証拠は存在しない（平山優はこうした事実があるならば、駿府にいた信友ら家族の身に危険が及ぶ筈であるが、そうした事実はないことからも否定できるとする）。
永禄11年（1568年）には尾張国の織田信長が三好政権を駆逐して上洛し、足利義昭を将軍に奉じている。武田氏は信長と同盟関係にあり信虎も将軍義昭に仕候しているが、信長と同盟関係にあった三河国の徳川家康とは敵対しており、元亀年間には信長との関係も手切となり、信玄は将軍・義昭が糾合した反信長勢力に呼応して大規模な遠江・三河への侵攻を開始する（西上作戦）。元亀4年（1573年）3月10日に義昭は信長に対して挙兵するが、義昭の動向は信長に内通した細川藤孝により知らされており、信虎は義昭の命で甲賀郡に派遣され、反信長勢力の六角氏とともに近江攻撃を企図していたという（『細川家文書』）。また、平山優は甲賀に幕臣としての信虎の所領が存在していた可能性を指摘している。義昭の挙兵は、同年4月12日に信玄が西上作戦の途上で死去し武田勢が撤兵したことで失敗し、反信長勢力は滅ぼされ義昭も京から追放されている。
甲斐国では信玄側室との間に生まれた孫・勝頼が家督を継いでおり、天正2年（1574年）に信虎は可愛がっていた六男・武田信廉の居城である高遠城に身を寄せ、勝頼とも対面したという。同年3月5日、伊那の娘婿・根津松鴎軒常安（根津元直の長男）の庇護のもと、信濃高遠で死去した。享年81。葬儀は信虎が創建した甲府の大泉寺で行われ、供養は高野山成慶院で実施されている（『武田家過去帳』）。

## 系譜
武田氏は清和源氏の中の河内源氏系の新羅三郎義光を祖とする甲斐源氏の棟梁。武田氏は甲斐守護も務め、信虎は第18代当主に当たる。
父母
- 父：武田信縄
- 母：桂岩妙英大姉（岩下氏の娘）

兄弟
- 勝沼信友
- 桜井信貞
- 吸江英心
- 小山田越中守正室

妻妾
- 正室：大井夫人（大井信達の娘）
- 側室
  - 今井氏の娘
  - 楠浦氏の娘
  - 工藤氏の娘
  - 松尾氏の娘

子女
- 武田信玄
- 武田信繁
- 武田信基
- 武田信廉
- 松尾信是
- 武田宗智

- 河窪信実
- 一条信龍
- 武田信友
- 武田勝虎（武田信顕?）
- 定恵院（今川義元室）

- 南松院殿（穴山信友室）
- 禰々（諏訪頼重室）
- 花光院（浦野友久室）
- 菊御料人（菊亭晴季室）
- 亀御料人（大井信為室）
- （下条信氏室）
- （禰津政直室）

### 没後

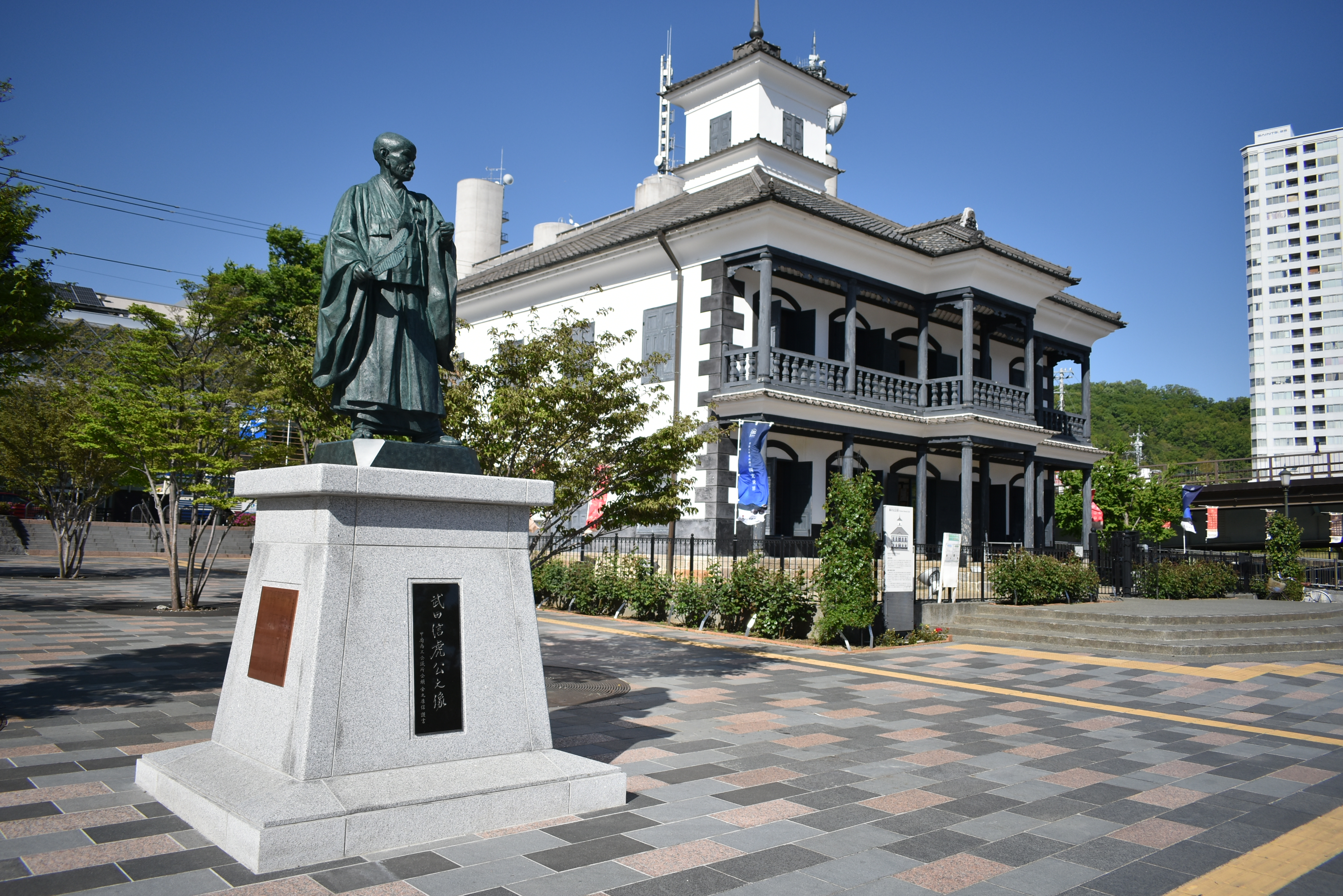
甲府駅北口にある「武田信虎公之銅像」（2019年5月2日撮影）

平成になってから、躑躅ケ崎館に居館を移して甲府の町の基礎を作った人物としての観点から再評価の動きがあり、平成31年（令和元年・2019年）の「甲府開府500年」に先立って前年の平成30年（2018年）に甲府駅北口に武田信虎の青銅像が建立された。甲府商工会議所では、信虎像の寄贈の他、テレビ山梨放映「甲府を作った男・武田信虎」の配信、大泉寺での信虎報恩供養、漫画「信玄のパパ　武田信虎のほんとの話」（漫画：PAPA、協力：平山優）連載などを行っている。

## 人物
- 定説では暴君として知られている[75]。江戸時代に成立した『甲陽軍鑑』に拠れば、粗暴で傲慢であったという。諫言した家臣を度々手打ちにしたと伝えられている。内藤虎資、馬場虎貞、山県虎清、工藤虎豊ら、重臣の数々を一時の感情に任せて成敗したと言われる（信虎に殺されて絶えた名跡の多くを、子の信玄が復活させている。内藤氏→内藤昌豊、馬場氏→馬場信春、山県氏→山県昌景、工藤氏→工藤昌祐）。
- 嫡男・晴信（信玄）に公家の三条公頼の娘を迎え、婚姻政策を展開して今川氏などの近隣勢力と同盟を結ぶなど、積極的な外交政策をとった。この婚姻により晴信と顕如が義兄弟（顕如の妻は三条氏の妹）の間柄となるなど、後の武田家の外交政策にも影響を及ぼした。
- 息子の武田信廉によって描かれた信虎の肖像画が現存している。晴信以外の息子との関係は良かったとも推測されている。
- 名刀三好左文字を所有しており、今川義元に伝わる。桶狭間の戦い後に織田信長に渡ったが、本能寺の変により焼失した。後に豊臣秀吉が焼け跡より回収し、豊臣秀頼より徳川家康に伝わり現在に至る。

## 関連作品
映画
- 信虎（2021年、演：寺田農、石垣佑磨）

TVドラマ
- 武田信玄（1966年、よみうりテレビ、演：高田浩吉）
- 天と地と（1969年、NHK大河ドラマ、演：田崎潤）
- 武田信玄（1988年、NHK大河ドラマ、演：平幹二朗）
- 戦国乱世の暴れん坊 齋藤道三 怒濤の天下取り（1991年、テレビ朝日、演：和崎俊哉）
- 武田信玄（1991年、TBS、演：千葉真一）
- 風林火山（1992年、日本テレビ、演：丹波哲郎）
- 風林火山（2007年、NHK大河ドラマ、演：仲代達矢）

小説
- 山田風太郎 『室町お伽草紙』（1991年、新潮社）
- 大久保智弘 『武田修羅伝ー帰って来た信虎』（2001年、小学館）
- 伊東潤　『画龍点睛』（『戦国鬼譚　惨』収録の短編）
- 虎の牙（2017年、講談社、武川佑）
- ほっせん（2018年、小説現代1月、武川佑）